# Sonetti della settimana
I Sonetti della settimana sono stati scritti da Folgóre da San Gimignano all'inizio del XIV secolo.
Questi sonetti sono stati scritti in volgare toscano seguendo, per ciascun sonetto lo schema fisso rimatorio di 10 rime in dodecasillabi per ogni sonetto con rima ABBA - ABBA - CDCDCD, e furono tra i primi testi toscani prima di Dante.
Furono commissionati verosimilmente da un certo Carlo di messer Guerra Cavicciuoli a cui c'è una dedica nel sonetto d'apertura.
Questo Carlo di messer Guerra Cavicciuoli decisamente pare essere un nobile a capo d'una grande ed importante città o paese toscano.
"To' queste cose e acconcia per dimane,

e pela, taglia, assetta e metti a' fuoco;

ed abbie fino vino e bianco pane,

ch'e' s'apparecchia di far festa e giuoco:

fa che le tue cucine non sian vane!"»
(Folgóre da San Gimignano, Sonetti della settimana (sabato))

## Sunto essenziale dell'opera

### Dedica
Dedica a Carlo di Messer Guerra Cavicciuoli.

### Lunedì
Il poeta invita a suonare insieme a donzelle che cantano fino al pomeriggio.
Nel pomeriggio invita ad uscire con la propria amata su cavalli (palafreni e destrier, vedi terz'ultima rima di questo rispettivo sonetto) e lasciarsi comandare dall'amore.

### Martedì
Il poeta invita in questo sonetto di liberarsi di nemici (vedi 7ª rima di questo sonetto).

### Mercoledì
Il poeta invita tutti, dal garzone al re, passando dai conti e dai baroni, ogni mercoledì di cibarsi di vivande di lepri, starne, fagiani, pavoni, manzo e capponi arrosto condito da vino greco e vernaccia.

### Giovedì
Il poeta qui invita a partecipare a giostre di cavalieri in gruppi di 50 e/o di 100 (vedi 4ª rima del relativo sonetto).
Al termine della gara i giostranti perdenti vengono invitati dal poeta a riposare in letti e farsi curare le ferite da dame fino alla mattina che siano guariti.

### Venerdì
In questo sonetto il poeta invita ad andare a caccia.

### Sabato
In questo sonetto il poeta invece invita di dare al cuoco la cacciagione cacciata il venerdì precedente.

### Domenica
Qui, in questo sonetto, il poeta invita a far ciò che ad uno aggrada, con massima libertà con damigelle e dame (vedi 3ª rima), parlare e ballare con l'amata, armeggiare con i cavalieri, cercare una meta (Firenze, vedi 10ª rima) per ogni dove e quant'altro.